# Thomas L. Tally
Thomas L. Tally, ou Thomas Lincoln Tally, né en 1861 au Texas et mort le 24 novembre 1945, est un des pionniers dans l'histoire du cinéma américain.

## Biographie
En avril 1902, Thomas L. Tally ouvre sa première salle de cinéma électrique à Los Angeles, c'est la première salle de la ville et la première connue pour avoir été construite au niveau du rez-de-chaussée dans son propre bâtiment indépendant. 
Thomas L. Tally fonda avec James Dixon Williams la société First National Pictures,,.
Thomas L. Tally fut le premier à projeter un film en couleur en 1912 et le premier à signer un contrat avec Charlie Chaplin ainsi que Mary Pickford

## Poursuites
- En 1907, il y eut des poursuites contre Tally dans le dossier "Tally vs Ganahl", à la Cour Suprême de Californie.